# Haroldius fleutiauxi
Haroldius fleutiauxi là một loài bọ cánh cứng trong họ Bọ hung (Scarabaeidae).